# Marion Raven
Marion Raven, pseudonimo di Marion Elise Ravn (Lørenskog, 25 maggio 1984), è una cantautrice e musicista norvegese.

## Biografia
Sin da piccola si appassiona alla musica e specialmente al canto, diventando membro del coro gospel della chiesa e cimentandosi anche come attrice partecipando a numerosi musical nella sua città.
Nel 1995 forma con l'amica d'infanzia Marit Larsen un gruppo, le M2M. Marion e Marit vengono ingaggiate dalla Atlantic Records: per essa producono due album di buon successo, Shades of purple del 2000 e The big room del 2002, ed un successivo greatest hits. Nelle m2m Marion è spesso voce principale e pianista (al tempo del secondo album comincia a suonare anche la chitarra acustica e le percussioni).
Alla fine del 2002 il gruppo si scioglie, e la Atlantic propone a Marion un contratto da un milione di dollari. Marion accetta e nel 2005 esce il suo primo album solista, Here I am, che ha un enorme successo in Norvegia ed in Asia. Per l'album Marion si avvale della collaborazione di autori e produttori di tutto rispetto come Max Martin, dr. Luke, Rami, Chantal Kreviazuk, Raine Maida e Nikki Sixx.
Nonostante le ottime vendite dell'album, Marion decide di abbandonare la casa discografica poiché si sente oppressa come artista. Poco dopo trova un nuovo contratto con la Eleven Seven Records, che le apre le porte del mercato americano e che le dà maggiore libertà compositiva. Nel 2006 esce Heads will roll, un EP di sei tracce (tre delle quali già presenti nel suo album d'esordio, rivisitate per l'occasione) per il mercato americano, prodotto da Desmond Child. Sempre nel 2006 Marion incide insieme a Meat Loaf una cover di It's all coming back to me now, cantata in precedenza da Céline Dion.
Nel 2007 la nuova casa discografica decide di produrre un vero e proprio album per il mercato americano, Set Me Free, che contiene, oltre a tracce dell'album Here I Am e dell'EP Heads Will Roll, anche tre canzoni inedite.
Tra il 2006 e il 2007 Marion si esibisce in diversi concerti (soprattutto acustici), seguendo i tour di Meat Loaf ed in seguito di Pink (cantante). In queste occasioni Marion mette in mostra la sua abilità e potenza vocale, assieme alla sua capacità di suonare chitarre acustiche e elettriche, pianoforte e tastiere.
Alla fine del 2010 Marion ha pubblicato un nuovo singolo Flesh and Bone che avrebbe dovuto fare da apripista all'album  Nevermore la cui uscita era prevista per il 2011. Anche a causa degli impegni come giudice nell'edizione norvegese del format X-Factor 2011 l'album non vedrà però mai la luce. In occasione di una delle ultime puntate della trasmissione, viene presentato un altro singolo Found Someone.
Con l'uscita del nuovo singolo Colors Turn To Grey nel 2012 sembrava imminente la pubblicazione di un nuovo album che non vede la luce nemmeno nel corso di quell'anno.
Tra gennaio e febbraio 2013 Marion è parte del cast della seconda stagione di Hver Gang Vi Møtes (trad. "Ogni volta che ci incontriamo") programma-documentario della TV norvegese in cui un gruppo di artisti interpretano ciascuno una canzone degli altri partecipanti. La puntata settimanale del programma è incentrata su uno dei cantanti, il quale, nel contesto conviviale di una cena, viene omaggiato da tutti gli altri con le interpretazioni delle sue canzoni.
Sull'onda dell'entusiasmo di Hver Gang Vi Møtes l'11 marzo 2013 Marion pubblica il singolo The Minute primo singolo dell'album Songs from a Black Bird, uscito il 5 aprile 2013.

### Vita privata
Dal 2013 al 2015 è stata sposata con lo snowboarder norvegese Andreas Ygre Wiig.

## Discografia

### Con le M2M
- Shades of Purple (2000)
- The Big Room (2002)
- The Day You Went Away: The Best of M2M (2003)

### Da solista
- Here I Am (2005)
- Heads Will Roll (EP) (2006)
- Set Me Free (2007)
- Songs from a Blackbird (2013)
- Scandal, Vol. 1 (2014)
- Scandal, Vol. 2 (2015)

### Singoli
- Flesh and Bone (2010)
- Found Someone (2010)
- Colors Turn To Grey (2012)
- The Minute (2013)

## Doppiaggio
- Solista della canzone "We are W.I.T.C.H.", sigla americana del cartone animato W.I.T.C.H..
- Rapunzel in Rapunzel - l'intreccio della torre, Rapunzel - le incredibili nozze, Rapunzel - prima del sì e Rapunzel: la serie (versione norvegese)